# Jan Stoiński (duchowny)
Jan Stoiński inna forma nazwiska: Stojeński (ur. 1590, zm. 1654) – działacz reformacyjny braci polskich, duchowny, teolog, pisarz i poeta.

## Życiorys
Pochodził z rodziny, związanej z ruchem braci polskich: jego ojcem był Piotr Stoiński (młodszy) a dziadkami – Piotr Stoiński i Grzegorz Paweł z Brzezin. Urodził się prawdopodobnie w Lusławicach, gdzie jego ojciec był duchownym. Jego rodzina została nobilitowana w roku 1591. Później wraz z rodziną przeniósł się do Rakowa, gdzie sprawował urząd ministra ariańskiego. Wszechstronnie wykształcony, zyskał sławę doskonałego dialektyka i wielokrotnie uczestniczył w dysputach teologicznych. Brał udział w pracach zespołu, redagującego tekst Katechizmu Rakowskiego. Współpracował z Janem Jakubem Ryniewiczem-Trembeckim. Po edykcie z roku 1638, wyjechał do Holandii. Po wygnaniu arian z Rakowa i swym powrocie do kraju, przeniósł się na Litwę, gdzie był duchownym w zborach w Lachowiczach (1640–1644), dobrach rodziny Sieniutów, koło Krzemieńca. W roku 1644 został skazany wyrokiem trybunalskim na utratę czci i szlachectwa. Przez pewien czas był ministrem zboru u Moskorzewskich w Czarkowach (okolice Krakowa). Korespondował z H. Grotiusem.

## Twórczość
- Wiersz w: Jaśnie Wielmożnego... pana Andrzeja hrabiego z Leszna ciału... pamiątka, Kraków 1606; unikat: Biblioteka Narodowa, zniszczony w 1944, (wiadomość podała A. Gryczowa „Prasy Krakowa i Rakowa w służbie antytrynitaryzmu”, Studia nad arianizmem, pod red. L. Chmaja, Warszawa 1959, s. 327
- De Jesu Christi divinitate, Raków 1618, drukarnia S. Sternacki
- Modlitwy nabożne o różne potrzeby, Raków 1633 (według J. Dürra-Durskiego napisane prawdopodobnie wspólnie z Janem Jakubem Ryniewiczem-Trembeckim); poszczególne modlitwy przedr. W. Sobieski „Modlitewnik arianki”, Reformacja w Polsce 1921; J. Dürra-Durskiego Arianie polscy w świetle własnej poezji, Warszawa 1948; fragm. M. Piszczkowski „Obrońcy chłopów w literaturze staropolskiej”, Kraków 1948, Biblioteka Arcydzieł Poezji i Prozy nr 54; wyd. 2 Kraków 1951; egz.: Biblioteka Jagiellońska, British Museum
- liczne prace rękopiśmienne i drukowane (wątpliwe) wymienił F. S. Bock Historia Anti-Trinitariorum, t. 1, Królewiec 1774, s. 944-947

## Listy
- Korespondencja z H. Grotiusem z około roku 1638, ogł. w książce: H. Grotius Epistolae..., Amsterdam 1687, s. 455, 476 nn.
- Od Samuela Przypkowskiego, dat. z Dojlid 6 marca 1634, ogł. w: „Diariusz wojny moskiewskiej 1633 roku”, wyd. A. Rembowski, Warszawa 1895, Biblioteka Ordynacji Krasińskich. Muzeum K. Świdzińskiego, t. 13.